# Alexandre Stolper
Alexandre Borissovitch Stolper (en russe : Александр Борисович Столпер), né le 12 août 1907 à Dvinsk (Empire russe) et mort le 12 janvier 1979 à Moscou (Union des républiques socialistes soviétiques), est un cinéaste et scénariste russe et soviétique qui a dirigé quatorze films entre 1940 et 1977.
Alexandre Stolper a reçu le prix Staline en 1949 et en 1951 et a reçu le titre honorifique d'Artiste du peuple de l'URSS en 1977.

## Biographie
En 1923, Alexandre Stolper travaille dans les journaux Krestianskaïa gazetta (Journal paysan) et Moskovskaïa derevnia (La Campagne moscovite).
Il est initié à l'art cinématographique par Lev Koulechov en 1923-1925. En 1925-1927, il fréquente l'atelier d'art dramatique de Proletkoult, puis, travaille pour les sociétés Mejrabpomfilm et Soyouzkino. Sa carrière commence avec le film de propagande Quatre visites de Samuel Wulf en 1934.
En 1938, il sort diplômé de la faculté de réalisation de l'Institut national de la cinématographie où il étudiait sous la direction de Sergueï Eisenstein.
Son film La Loi de la vie tourné avec Boris Ivanov, d'après le scénario de l'écrivain Alexandre Avdeïenko, est sorti en 1940, mais n'a duré que dix jours au box-office. Il y avait d'abord eu un article critique intitulé « Faux film » dans la Pravda, puis une réunion d'écrivains et de réalisateurs s'était tenue au Comité central du PCUS (b), où des écrivains célèbres et Staline lui-même ont vivement critiqué le film et en particulier le scénariste Avdeïenko. Le film a été interdit de projection et les spectateurs l'ont redécouvert seulement soixante ans plus tard. Ensuite, Stolper réalise trois films d'après les œuvres de Constantin Simonov Un gars de notre ville, avec Nikolaï Krioutchkov et Lidia Smirnova en 1942, le mélodrame Attends-moi avec Boris Blinov et Valentina Serova en 1943, et Les Jours et les nuits en 1944.
Il reçoit son premier prix Staline en 1949, pour la direction du film Histoire d'un homme véritable adapté du livre de Boris Polevoï qui raconte l'exploit du pilote russe Maressiev, as de la Seconde Guerre mondiale. En 1950, il porte à l'écran le roman de Vassili Ajaïev Loin de Moscou relatant l'histoire d'un grand chantier de construction communiste en Sibérie qui sera aussi récompensé par un prix Staline.
À partir de 1964, il enseigne à  l'Institut national de la cinématographie et devient professeur du département de la réalisation en 1971.
Mort à Moscou, Alexandre Stolper est inhumé au cimetière de la Présentation.

## Filmographie partielle

### Réalisateur
- 1930 :  Une histoire simple (Простая история) (court-métrage)
- 1934 : Quatre visites de Samuel Wulf (ru) (Chatyre jizni Samuela Wulfa, Четыре визита Самюэля Вульфа)
- 1940 : La Loi de la vie (ru)[3] (Zakon jizni, Закон жизни)
- 1942 : Un jeune homme de notre ville (Paren iz nashego goroda, Парень из нашего города)
- 1943 : Attends-moi (Zhdi menya, Жди меня)
- 1944 : Les Jours et les Nuits (Dni i nochi, Дни и ночи)
- 1946 : Notre cœur (ru)[4] (Nache serdtse, Наше сердце)
- 1949 : Histoire d'un homme véritable (Povest o nastoïachtchem tcheloveke, Повесть о настоящем человеке)
- 1950 : Loin de Moscou (Daleko ot Moskvy, Далеко от Москвы)
- 1955 : La Route (Doroga, Дорога)
- 1957 : Un printemps inoubliable (ru)[5] (Неповторимая весна)
- 1958 : Un bonheur difficile (ru) (Трудное счастье)
- 1964 : Les Vivants et les Morts (Jivye i miortvye, Живые и мёртвые)
- 1969 : Le Châtiment (Возмездие)
- 1972 : Le Quatrième (Четвёртый)
- 1977 : Déviation : Zéro[6] Отклонение — ноль

## Distinctions
- Ordre du Drapeau rouge du Travail
- Ordre de l'Insigne d'honneur (1944)
- Artiste du peuple de l'URSS (1977)
- Prix Staline (1949), pour la direction du film Histoire d'un homme véritable
- Prix Staline (1951), pour la direction du film Loin de Moscou